# Oneida (Wisconsin)
Oneida – miasto w Stanach Zjednoczonych, w stanie Wisconsin, w hrabstwie Outagamie.